# Elwro 140
Elwro 140 – prosty kalkulator biurkowy produkowany przez Wrocławskie Zakłady Elektroniczne Mera-Elwro. 
Funkcje: cztery podstawowe działania matematyczne, obliczanie pierwiastka kwadratowego, kwadratu, odwrotności liczby i procentów. Pamięć sumująca (M+, M-, MR, MC, X↔M). Zasilanie sieciowe. 